# بلایت تیت
بلایت تیت (انگلیسی: Blyth Tait؛ زادهٔ ۱۰ مهٔ ۱۹۶۱) سوارکار اهل نیوزیلند بود.